# موشک پدافند هوایی صیاد ۲
صیاد ۲ یک موشک زمین به هوای برد متوسط و ارتفاع بلند ساخت ایران با سیستم هدایت ترکیبی و موتور سوخت جامد می‌باشد که رونمایی از آن در تاریخ ۱۸ آبان ۱۳۹۲ توسط سردار پاسدار حسین دهقان وزیر دفاع جمهوری اسلامی ایران انجام شد. از توانایی‌های این موشک بنابر گفته وزیر دفاع ایران قابلیت بالای ضد جنگ الکترونیک و ردیابی خودکار و مستقل اهداف می‌باشد. همچنین این سامانه به منظور پوشش نقاط حیاتی و حساس کشور در مقابله با تهدیدات هوایی غافلگیرانه هواپیماهای مدرن جنگی طراحی و ساخته شده‌است.

## لانچر صیاد ۲
با توجه به شباهت بسیار زیاد پرتابگرهای موشک صیاد ۲ با لانچرهای سامانه پاتریوت آمریکا گمان می‌رود تا ایران لانچرهای این موشک را با الگو برداری از نمونه آمریکایی ساخته باشد.